# Young Dumb Thrills
Young Dumb Thrills  é o sexto álbum de estudo do grupo britânico McFly. É seu primeiro álbum de estudo desde 2010, o disco lançou-se o 13 de novembro de 2020, e é o primeiro com o selo discográfico BMG. O tema «Wild and Young» inicialmente ia ser lançado como parte do álbum debut em solitário de Danny Jones, mas finalmente se usou para o disco regresso de McFly. O álbum divulgou-se com os temas «Happiness» e «Tonight Is the Night», e o singelo promocional «Growing Up» com Mark Hoppus.
Em novembro de 2010, McFly lançou seu quinto álbum de estudo, Above the Noise, que se converteu em seu álbum com as listas mais baixas do Reino Unido. Isto foi seguido por um álbum recopilatorio, Memory Lane: The Best of McFly, em novembro de 2012. Em 2013, o sexto álbum de estudo de McFly ficou em suspenso quando se uniram a Matt Willis e James Bourne de Busted para formar o supergrupo McBusted. Após dois anos de gira e um álbum homónimo (2014), Willis e o ex parceiro de banda de Bourne, Charlie Simpson, lembraram regressar a Busted, pondo fim a McBusted.
O 3 de julho de 2020, McFly anunciou The Lost Songs, uma colecção de gravações de demonstração e sua primeira colecção de material inédito em quase uma década. Nesse mesmo mês, a banda revelou que seu tão esperado sexto álbum de estudo chamar-se-ia Young Dumb Thrills , e também anunciou «Happiness» como seu single principal.

## Lista de canções
| N.º | Título                    | Duração |  |
| 1.  | "Happiness"               |         |  |
| 2.  | "Another Song About Love" |         |  |
| 3.  | "You're Not Special"      |         |  |
| 4.  | "Head Up"                 |         |  |
| 5.  | "Tonight Is the Night"    |         |  |
| 6.  | "Young Dumb Thrills"      |         |  |
| 7.  | "Growing Up"              |         |  |
| 8.  | "Mad About You"           |         |  |
| 9.  | "Sink or Sing"            |         |  |
| 10. | "Like I Can"              |         |  |
| 11. | "Wild and Young"          |         |  |
| 12. | "Not the End"             |         |  |

## Posicionamento em listas
| Prontas (2020)    | Melhor posição |
| ----------------- | -------------- |
| Escócia (OCC)     | 4              |
| Irlanda (IRMA)    | 23             |
| Reino Unido (OCC) | 2              |